# Brückenwaage (Fernitz)

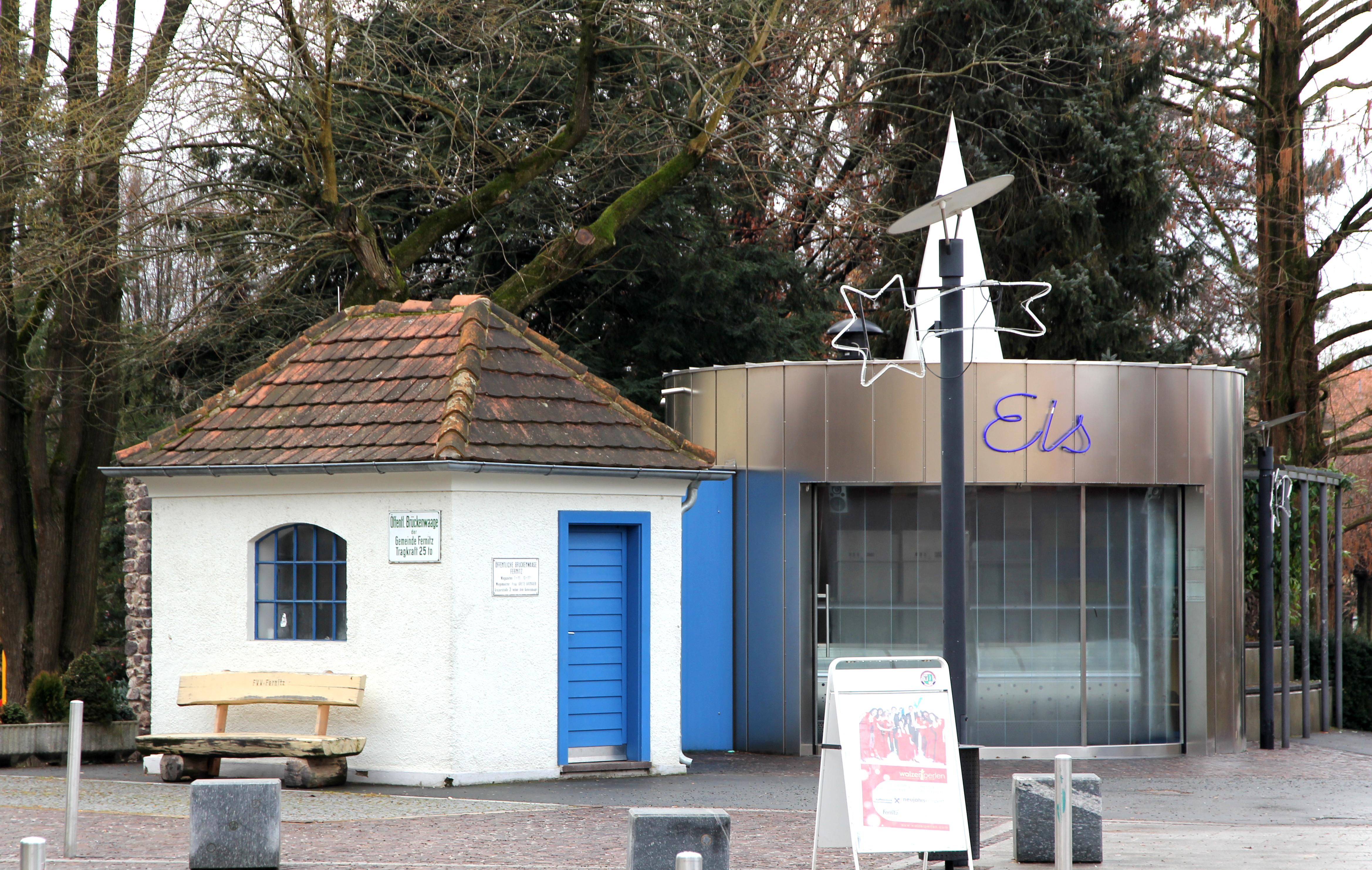
Die Brückenwaage im Januar 2012

Die ehemalige Brückenwaage in Fernitz in der Gemeinde Fernitz-Mellach in der Steiermark stammt aus der ersten Hälfte des 20. Jahrhunderts und steht heute unter Denkmalschutz.

## Geschichte
Die öffentliche Brückenwaage wurde in der ersten Hälfte des 20. Jahrhunderts erbaut. Sie wurde hauptsächlich von den ortsansässigen Landwirten genutzt. Im Jahr 2005 wurde die Benutzung nach dem Neubau einer Schwerlastbrückenwaage eingestellt. Nach der Außerdienststellung wurde das Brückenwaagenhäuschen saniert und ein runder Eispavillon angebaut.

## Gestaltung
Die Brückenwaage besteht aus der eigentlichen Waage und einem kleinen Häuschen. Die eigentliche Waage ist eine Rollgewichtswaage mit einer Tragkraft von 25 Tonnen. Sie wurde von der Firma C. Schember & Söhne gefertigt. An das Häuschen wurde im Rahmen einer Sanierung ein, von Architekt Oswald Madritsch entworfener, runder Eispavillon angebaut. Die technische Ausrüstung der Waage blieb dabei erhalten und ist funktionsfähig. Im Häuschen befindet sich heute die elektrische Schaltung für die Beleuchtung des angrenzenden Parkes.